# Helina cashmirensis
Helina cashmirensis är en tvåvingeart som först beskrevs av Malloch 1922.  Helina cashmirensis ingår i släktet Helina och familjen husflugor. Inga underarter finns listade i Catalogue of Life.